# Стеногин Канехоана
Стеногин Канехоана (лат. Stenogyne kanehoana) — редкий вид цветковых растений семейства яснотковых, известный под названием Oahu stenogyne. Эндемик Гавайских островов, где известен только с хребта Вайанаэ на острове Оаху. Входит в федеральный список исчезающих видов США.
Вид считался вымершим после того как последние известные экземпляры погибли в 1996 году. В 2000 году было обнаружено шесть растений, но к 2005 году и они погибли. По состоянию на 2004 год в природе остался только один экземпляр, очень большое растение, достигающее в высоту четырёх метров, которое на самом деле может быть несколькими экземплярами, растущими вместе. С этого растения были собраны черенки.

## Ботаническое описание

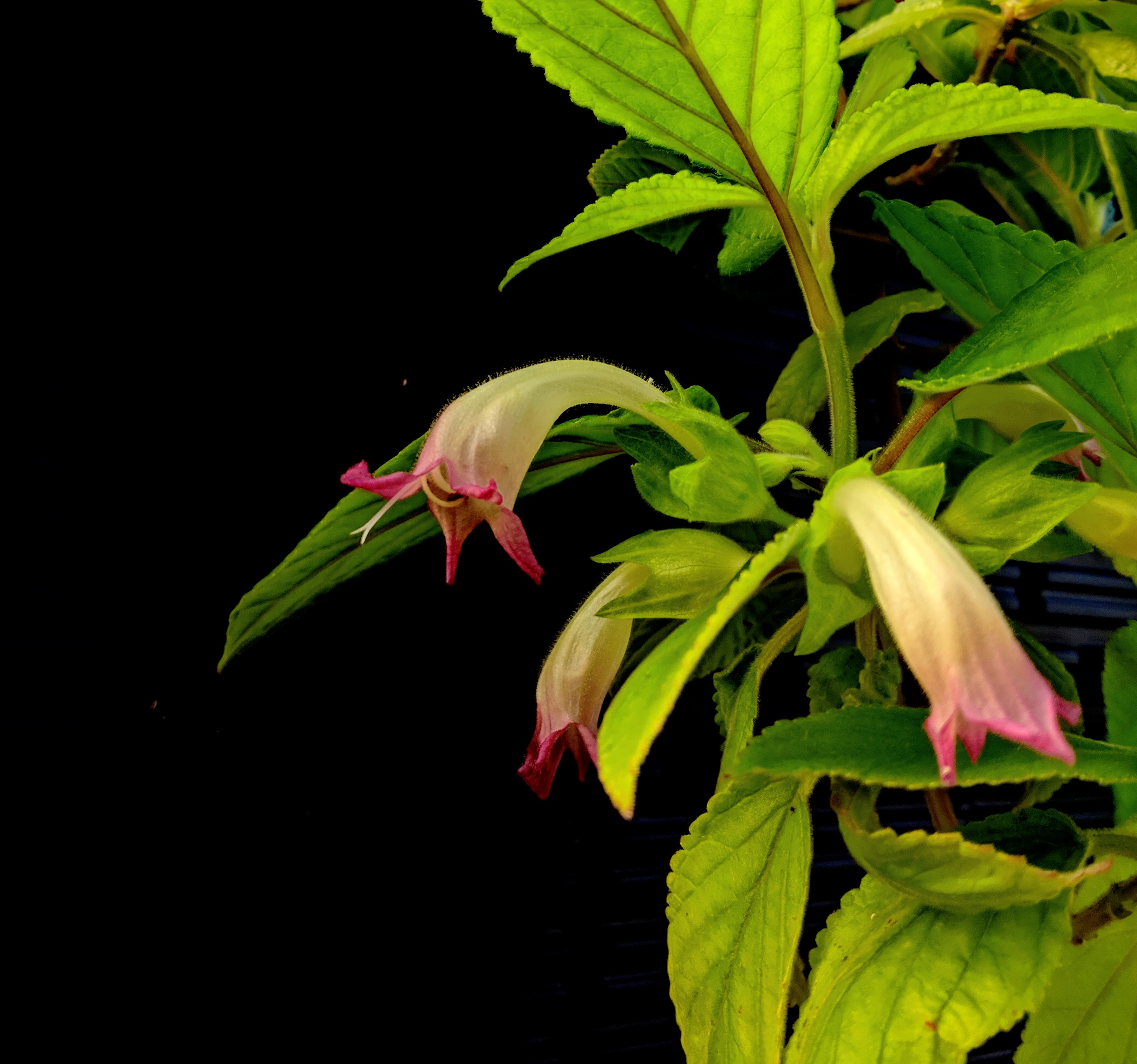
Stenogyne-kanehoana, март 2019

Опушённая, вьющаяся лиана, которая может достигать 1-2 метров в длину. Опушённые листья достигают 14 сантиметров в длину и 4,8 в ширину, по форме от узкояйцевидных до продолговато-яйцевидных. Цветы трубчатые, длина которых может превышать 4 сантиметра, белого или желтоватого цвета с короткими розовыми долями венчика. Растение размножается вегетативно, укореняясь в местах соприкосновения стеблей с субстратом и выращивая новые, клонированные растения. Плод состоит из 4 мясистых чёрных орешков. Stenogyne kanehoana отличается от единственного представителя рода, встречающегося на острове Оаху, S. kaalae, прежде всего размером и цветом цветков. Цветки Stenogyne kanehoana крупные, белые или жёлтые, с розовым отливом, в то время как цветки S. kaalae мелкие и тёмно-фиолетовые.